# Богословски дијалог православних и древноисточних православних цркава
Богословски дијалог православних и древноисточних (нехалкидонских) православних цркава представља богословске консултације у оквиру рада Мјешовите богословске комисије са циљем успостављања евхаристијског јединства између двије скупине цркава.
Активне консултације између представника двије скупине цркава почеле су у другој половини 20. вијека: у Орхусу (1964), Бристолу (1967), Женеви (1970) и Адис Абеби (1971). Послије незваничних контаката православне и древноисточне цркве основале су своје богословске комисије за учешће у дијалогу, које су заједно образовале Мјешовиту богословску комисију. Састанци Мјешовите комисије одржани су у Шамбезију (Швајцарска; 1985, 1990. и 1993), у коптском манастиру Светог Пајсија (Египат; 1989) и довели су до усвајања низа докумената.
Реализација ових докумената требала је да се деси након одобрења помјесних православних и древноисточних цркава. Документе које је усвојила Мјешовита богословска комисија позитивно су примиле Константинопољска, Румунска, Александријска и Антиохијска црква с православне стране и Сиројаковитска, Маланкарска и Коптска црква с древноисточне стране. И поред усвајања заједничких докумената, богословски, канонски и други разлози спријечили су даље дејство цркава да се уједине. Тако није дошло до уклањања међусобних анатема и обнављања пуног евхаристијског заједништва између православаца и нехалкидонаца. На примјер, Руска православна црква је на Архијерејског сабору 1997. примјетила да се Шамбезијска декларација „не треба сматрати коначним документом довољним да обнови пуно заједништво између Православне цркве и Древноисточних цркава”.

## Предисторија
Готово одмах послије Четвртог (Халкидонског) васељенског сабора и раскола 451, на иницијативу византијских царева почињу покушаји поновног уједињења. У 6. вијеку, након превазилажење Акакијевог раскола и наредног круга супротстављања, дошло је до коначног раскола халкидонаца (диофизита) са нехалкидонцима (миафизитима). Ове посљедње организовале су своје независне црквене јерархије у Сирији и Египту, а Јерменска црква је 550-их на помјесном сабору коначно одбацила одлуке Халкидонског сабора. Даљи покушаји дијалога били су сложени, због чињенице да нехалкидонци нису били јединствена заједница, а Византијска црква је била принуђена да контактира сваку древноисточну цркве појединачно.
Арапска освајања значајно су ограничила везе нехалкидонаца са Византијом и, заправо, црквени контакти су настављени само са Јерменском црквом. Поновно уједињење дохалкидонаца са халкидонцима покушали су цар Ираклије I, патријарх Сергије I (7. вијек) и цар Манојло I (12. вијек). У 9. вијеку патријарх Фотије I је размјењивао писма са католикосом јерменским Захаријем I, али то није имало никакве посљедице. Током богословских контаката у 12. вијеку између Византинаца и Јермена, стране су успјеле да постигну договор о низу важних питања. Међутим, током ових разговора откривена су и озбиљна неслагања у богослужбеној пракси и црквеном праву. Позив на учешће у дијалогу упућен је и предстојатељима других древноисточних цркава. Пад Константинопољ 1204. прекинуо је све иницијативе за постизање црквеној јединства халкидонаца и нехалкидонаца. У поствизантијском периоду, османска власт је била главна препрека формалним богословским дискусијама православних и древноисточних православних цркава. Упркос обимним незваничним контактима у областима у којима су компактно живјели нехалкидонци и православци (Египат, Палестина, Мала Азија, Сирија), званичног богословског дијалога на синодалном нивоу није било. Због живота у средини окруженом муслиманском већином, дохалкидонци су показали жељу за хришћанским јединством са православцима. Истраживачи примјећују да су на овај или онај начин двострани контакти били стални и фактични непрекидни. Почетак богословског дијалога олакшала су истраживања богослова и историчара (В. В. Болотов, Порфирије (Успенски), Ж. Лебон и низ других) 19. и 20. вијека, који су прогласили истовјетност христологија двије групе цркава. О могућности дијалога православне и древноисточне цркве расправљала је међуправославна припремна комисија за припрему Свеправославног сабора на Светој гори 1930. године.

## Предмет дијалога
Упркос заједничким историјским коријенима, сличности у богословији, литургији и монаштву, ипак је дошло до раскола између православне и древноисточне православне цркве. Уз богословске и еклисиолошке проблеме, разлози за раскол били су и политичке и културне разлике. Током јаза појавиле су се значајне разлике у вјероучењу православне и древноисточне цркве. Међу догматским проблемима средишње мјесто заузима христолошко учење. Питање о броју природа Исуса Христа постало је главни разлог спора између православних диофизита и миафизита. Православне цркве исповиједају учење о једној личности (ипостаси) и двије природе — божанској и човјечанској, одређен оросом Халкидонског сабора. Древноисточне цркве се придржавају дохалкидонских христолошких доктрина које су развили Кирил Александријски и Севир Антиохијски. Ова гледишта представљају вјеру у „једну сложену природу Исуса Христа”. Ова противрјечност такође даје повода за различите погледе на број воља и дјела у Христу.
Главни еклисиолошки проблем био је однос према броју васељенских сабора. Православне цркве признају седам васељенских сабора. Древноистичне цркве су одбациле томос папе Лава I, четврти (халкидонски) сабор и, сходно томе, накнадни, признајући статус васељенских само за прва три. Такође, током историјске борбе православних диофизита и миафизита, светитељи једне групе цркава анатемисани су од супротне стране. Тако на примјер, папа Лав I и патријарси Флавијан, Анатолије и Генадије I, поштују се у Православној цркви, али су изопштени у древноисточним црквама. Заузват, светитељи поштовани у нехалкидонским црквама су анатемисани у Православној цркви: патријарси Диоскор, Севир, Тимотеј II Елур и епископ Филоскен Мабушки. Тако су међусобне анатеме постале главни канонски проблем на путу ка обнављању евхаристијског општења.